# Ducado de Liria y Jérica
El ducado de Liria y Jérica es un título nobiliario español con Grandeza de España, creado el 13 de diciembre de 1707 por el rey Felipe V de España a favor de Jacobo Fitz-James Stuart y Churchill o James Fitz-James, i duque de Berwick, hijo mayor de los dos que tuvo el rey Jacobo II de Inglaterra, con su amante Arabella Churchill.
Su denominación hace referencia a las localidades de Liria, ubicada en la Provincia de Valencia, y Jérica, situada en la Provincia de Castellón.
Su denominación original, en el momento de su concesión era "ducado de Liria y Xérica".

## Duques de Liria y Jérica
|                       | Titular                                                | Periodo               |
| Creación por Felipe V | Creación por Felipe V                                  | Creación por Felipe V |
| --------------------- | ------------------------------------------------------ | --------------------- |
| i                     | Jacobo Fitz-James Stuart y Churchill                   | 1707-1734             |
| ii                    | Jacobo Francisco Fitz-James Stuart y Burgh             | 1734-1738             |
| iii                   | Jacobo Francisco Fitz-James Stuart y Colón de Portugal | 1738-1785             |
| iv                    | Carlos Bernardo Fitz-James Stuart y Silva              | 1785-1787             |
| v                     | Jacobo Felipe Fitz-James Stuart zu Stolberg-Gedern     | 1787-1795             |
| vi                    | Jacobo José Fitz-James Stuart y Silva                  | 1795-1795             |
| vii                   | Carlos Miguel Fitz-James Stuart y Silva                | 1795-1835             |
| viii                  | Jacobo Fitz-James Stuart y Ventimiglia                 | 1835-1881             |
| ix                    | Carlos María Stuart Fitz-James y Palafox Portocarrero  | 1881-1901             |
| x                     | Jacobo Fitz-James Stuart y Falcó                       | 1901-1953             |
| xi                    | María del Rosario Cayetana Fitz-James Stuart           | 1955-2014             |
| xii                   | Carlos Fitz-James Stuart y Martínez de Irujo           | 2014-actual titular   |

## Historia de los duques de Liria y Jérica

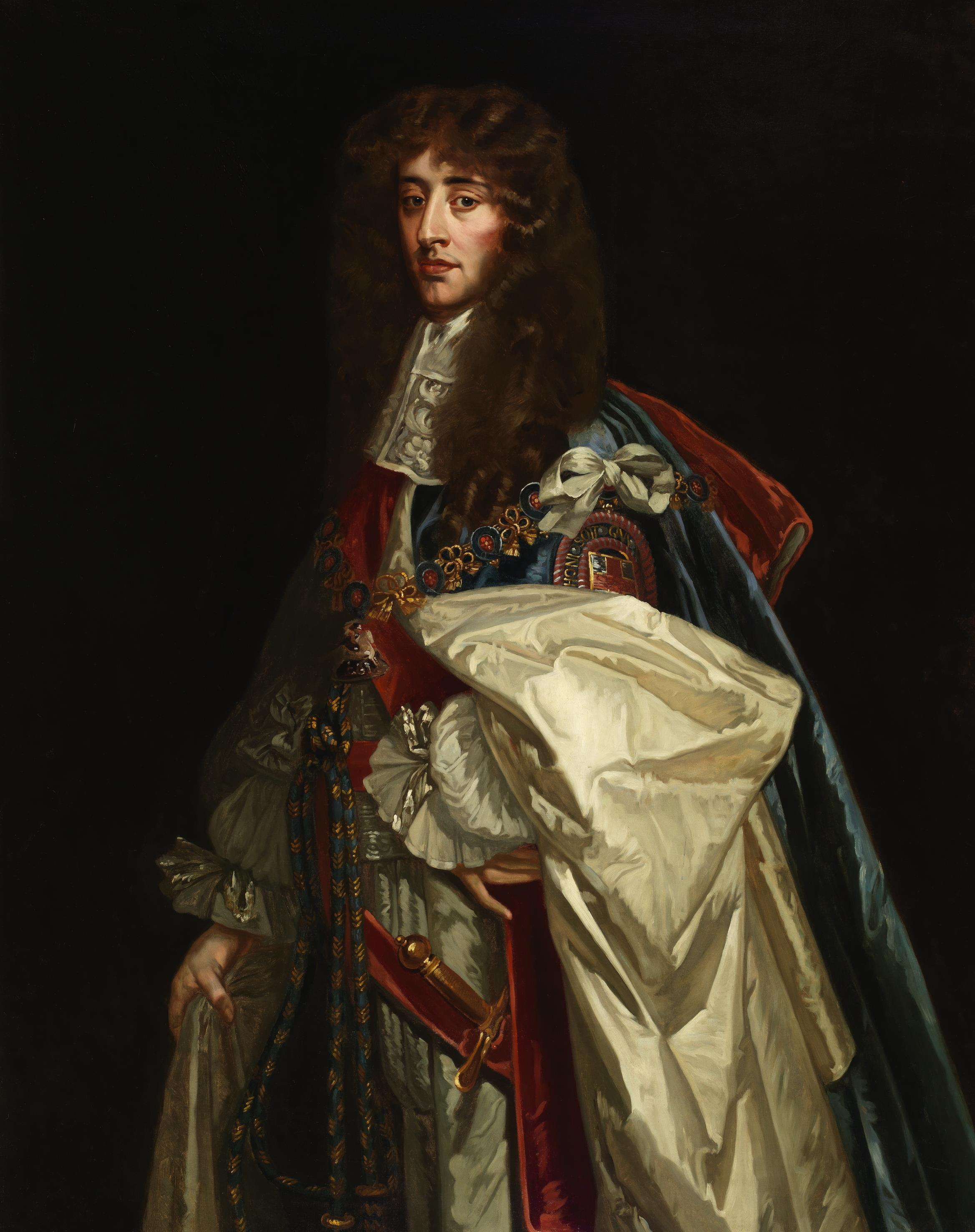
Retrato de James Fitz-James (1670-1734), que fue hijo ilegítimo del rey Jacobo II de Inglaterra y el primer duque de Liria y Jérica.

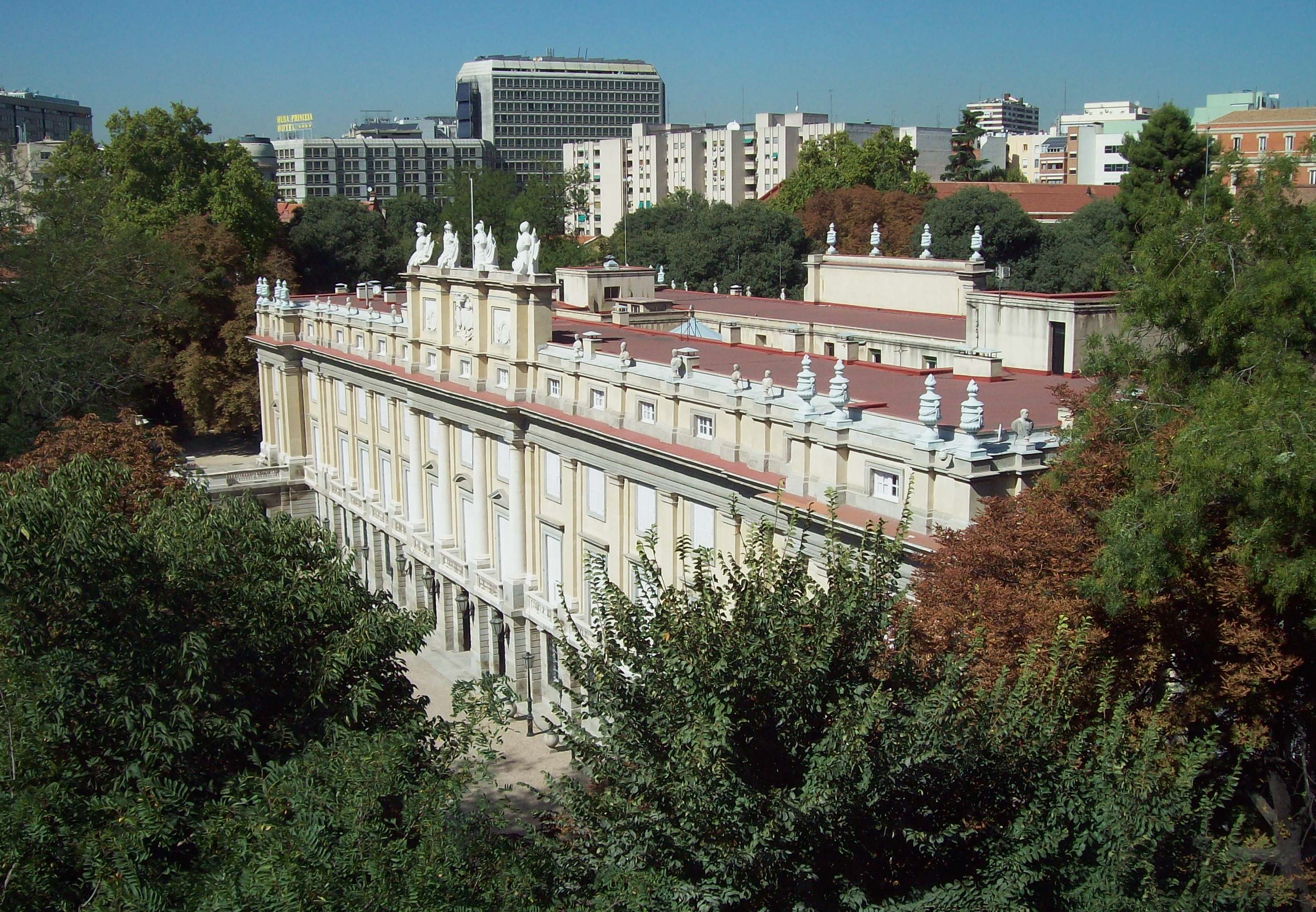
Palacio de los duques de Liria en Madrid.

- Jacobo Fitz-James Stuart y Churchill (1670-1734), i duque de Liria y Jérica, i duque de Berwick, ambos en España. i Duke of Berwick, ii Earl of Tinmouth y ii baron Bosworth, en Inglaterra, por concesión de su padre Jacobo II. i duc de Fitzjames, en Francia.

1. Casó con Honora de Burgh
2. Casó con Anne Bulkeley. Le sucedió:

- Jacobo Francisco Fitz-James Stuart y Burgh o Diego Francisco Fitz-James Stuart o James Francis Fitz-James Stuart (1696-1738), ii duque de Liria y Jérica, ii duque de Berwick.

1. Casó con Catalina Ventura Colón de Portugal, ix duquesa de Veragua, viii duquesa de la Vega de la Isla de Santo Domingo, ix marquesa de la Jamaica, iii marquesa de San Leonardo, xii marquesa de la Mota, iv marquesa de Tarazona, marquesa de Villamizar, ix condesa de Gelves, vi condesa de Ayala, v condesa de Villalonso, x condesa de Monterrey, Almirante de las Indias. Le sucedió su hijo:

- Jacobo Francisco Fitz-James Stuart y Colón de Portugal (Madrid, 1718-Valencia, 1785), iii duque de Liria y Jérica, iii duque de Berwick, x duque de Veragua, ix duque de la Vega de la Isla de Santo Domingo, x marqués de la Jamaica, iv marqués de San Leonardo, xiii marqués de la Mota, v marqués de Tarazona, xi marqués de Sarria, x conde de Gelves, vii conde de Ayala, xi conde de Monterrey, xiv conde de Lemos, xii conde de Andrade, xiii conde de Villalba, Almirante de las Indias.

1. Casó con María Teresa de Silva y Álvarez de Toledo, hija de Manuel María de Silva Mendoza y de la Cerda, ix conde de Galve y de María Teresa Álvarez de Toledo y Haro, xi duquesa de Alba de Tormes, viii duquesa de Huéscar, iv duquesa de Montoro, ix marquesa del Carpio, viii condesa y vi duquesa de Olivares. Le sucedió su hijo único:

- Carlos Bernardo Fitz-James Stuart y Silva (Liria, 1752-Madrid, 1787), iv duque de Liria y Jérica, iv duque de Berwick, xi duque de Veragua, x duque de la Vega de la Isla de Santo Domingo, xi marqués de la Jamaica, v marqués de San Leonardo, vi marqués de Tarazona, xiv marqués de la Mota, xii marqués de Sarria, xi conde de Gelves, viii conde de Ayala, xv conde de Lemos, xii conde de Monterrey.

1. Casó con Carolina Augusta zu Stolberg-Gedern, princesa de Hornes. Le sucedió su hijo único:

- Jacobo Felipe Fitz-James Stuart zu Stolberg-Gedern (1773-1799), v duque de Liria y Jérica, v duque de Berwick, vi marqués de San Leonardo, xv marqués de la Mota, vii marqués de Tarazona, ix conde de Ayala, xii conde de Gelves, xiii conde de Monterrey.

1. Casó con María Teresa de Silva y Palafox, hija de Pedro de Alcántara Fernández de Híjar y Abarca de Bolea, ix duque de Aliaga, ix duque de Híjar, ix duque de Lécera, v duque de Bournonville, etc. y de Rafaela de Palafox Guzmán Centurión, hija de Joaquín Felipe de Palafox y Centurión, vi marqués de Ariza. Le sucedió su hijo:

- Jacobo José Fitz-James Stuart y Silva (1792-1795), vi duque de Líria y Jérica, vi duque de Bournonville, xiii conde de Galves. Sin descendientes. Le sucedió su hermano:

- Carlos Miguel Fitz-James Stuart y Silva (1794-1835), vii duque de Líria y Jérica, vii duque de Bournonville, xiv duque de Alba de Tormes, xii duque de Huéscar, x y último duque de Galisteo, (ya que su hijo y sucesor no sacó la correspondiente R.C. de Sucesión), x conde-duque de Olivares, xv marqués de Coria, XI marqués de Villanueva del Río, xii marqués del Carpio, xiv conde de Gelves, xi conde de Lerín etc.

1. Casó con Rosalía Ventimiglia y Moncada. Le sucedió su hijo:

- Jacobo Luis Fitz-James Stuart y Ventimiglia Álvarez de Toledo (1821-1881), viii duque de Liria y Jérica, viii duque de Bournonville, xv duque de Alba de Tormes, xiii duque de Huéscar, viii duque de Montoro, xi conde-duque de Olivares, etc.

1. Casó con María Francisca Palafox Portocarrero y KirkPatrick, xii duquesa de Peñaranda de Duero, xv marquesa de Villanueva del Fresno, xi marquesa de Barcarrota, vii marquesa de Valderrábano, ix marquesa de la Algaba, xi marquesa de la Bañeza, xiv marquesa de Valdunquillo, xv marquesa de Mirallo, ix condesa del Montijo, xx condesa de San Esteban de Gormaz, xvii condesa de Miranda del Castañar, viii condesa de Fuentidueña, xiii condesa de Casarrubios del Monte, xv vizcondesa de los Palacios de Valdueña, hija de Cipriano Palafox y Portocarrero, xv conde de Teba, viii conde del Montijo y hermana mayor de Eugenia de Montijo, esposa de Napoleón III, emperador de los franceses. Le sucedió su hijo:

- Carlos María Fitz-James Stuart y Palafox Portocarrero (1849-1901), ix duque de Liria y Jérica, ix duque de Bournonville, xvi duque de Alba, (xiv), i duque de Huéscar (rehabilitado como nueva merced el 6 de septiembre de 1877, xiii duque de Peñaranda de Duero, xii conde-duque de Olivares, x duque de Montoro, xvi marqués de Villanueva del Fresno, xi conde del Montijo, etc.

1. Casó con María del Rosario Falcó y Osorio, xxi condesa de Siruela, hija de Manuel Falcó D'Adda y Varcárcer, marqués de Almonacid, y de María del Pilar Osorio y Gutiérrez de los Ríos, iii duquesa de Fernán Núñez. Le sucedió su hijo:

- Jacobo Fitz-James Stuart y Falcó (1878-1953), x duque de Liria y Jérica, x duque de Bournonville, xvii duque de Alba de Tormes, ii (xv) duque de Huéscar, xvi duque de Peñaranda de Duero, xiii conde-duque de Olivares, xi duque de Montoro, ii duque de Arjona (rehabilitado en 1902), etc.

1. Casó con María del Rosario de Silva y Gurtubay, xvi duquesa de Aliaga, x marquesa de San Vicente del Barco. Le sucedió su hija única:

- María del Rosario Cayetana Fitz-James Stuart y Silva (1926-2014), xi duquesa de Liria y Jérica, xviii duquesa de Alba de Tormes, iii (xvi) duquesa de Huéscar, xiv condesa-duquesa de Olivares, xii duquesa de Montoro, xvii duquesa de Aliaga, iii duquesa de Arjona, xvii duquesa de Híjar, xiii duquesa de Almazán, xi marquesa de San Vicente del Barco, xvi marquesa del Carpio, xxii condesa de Lemos, xviii condesa de Lerín, xix condesa de Miranda del Castañar, xvi condesa de Monterrey, condesa de Osorno, xxiii condesa de Siruela, xvii condesa de Aranda, xii condesa de Salvatierra, xviii condesa de Palma del Río, todos ellos con G.E., 20 veces G.E., xviii marquesa de Almenara, etc.

1. Casó con Luis Martínez de Irujo y Artázcoz, hijo de Pedro Martínez de Irujo y Caro, ix duque de Sotomayor, v marqués de Casa Irujo y de Ana María de Artázcoz y Labayen, Dama de la Reina Victoria Eugenia de España.
2. Casó con Jesús Aguirre y Ortiz de Zárate, sacerdote secularizado. Sin descendientes de este matrimonio.
3. Casó con Alfonso Díez Carabantes, funcionario. Sin descendientes de este matrimonio.

## Árbol Genealógico
| \| \| \| \| \| \| \| \| \| Jacobo II de Inglaterra, Rey de Inglaterra, Escocia e Irlanda \| \| \| \| \| \| \| \| \| \| \| \| \| \| \| \| \| \| \| \| \| \| \| \| \| \| \| \| \| \| \| \| \| \| \| \| \| \| \| \| \| \| \| \| \| \| \| \| \| \| \| \| \| \| \| \| \| \| \| \| \| \| \| \| \| \| \| \| \| \| \| \| \| \| \| \| \| \| James Fitz-James, I Duque de Berwick I Duque de Liria y Jérica \| \| \| \| \| \| \| \| \| \| \| \| \| \| \| \| \| \| \| \| \| \| \| \| \| \| \| \| \| \| \| \| \| \| \| \| \| \| \| \| \| \| \| \| \| \| \| \| \| \| \| \| \| \| \| \| \| \| \| \| \| \| \| \| \| \| \| \| \| \| \| \| \| \| \| \| \| \| Jacobo Francisco Fitz-James Stuart y Burgh, II Duque de Berwick II Duque de Liria y Jérica \| \| \| \| \| \| \| \| \| \| \| \| \| \| \| \| \| \| \| \| \| \| \| \| \| \| \| \| \| \| \| \| \| \| \| \| \| \| \| \| \| \| \| \| \| \| \| \| \| \| \| \| \| \| \| \| \| \| \| \| \| \| \| \| \| \| \| \| \| \| \| \| \| \| \| \| \| \| Jacobo Francisco Fitz-James Stuart y Colón de Portugal, III Duque de Berwick III Duque de Liria y Jérica \| \| \| \| \| \| \| \| \| \| \| \| \| \| \| \| \| \| \| \| \| \| \| \| \| \| \| \| \| \| \| \| \| \| \| \| \| \| \| \| \| \| \| \| \| \| \| \| \| \| \| \| \| \| \| \| \| \| \| \| \| \| \| \| \| \| \| \| \| \| \| \| \| \| \| \| \| \| \| \| \| \| \| \| \| \| \| \| \| \| \| \| \| \| \| \| \| \| \| \| \| \| \| \| \| \| \| \| \| \| \| \| \| \| \| \| \| Jacobo José Fitz-James Stuart y Silva, IV Duque de Berwick IV Duque de Liria y Jérica \| Jacobo José Fitz-James Stuart y Silva, IV Duque de Berwick IV Duque de Liria y Jérica \| Jacobo José Fitz-James Stuart y Silva, IV Duque de Berwick IV Duque de Liria y Jérica \| Jacobo José Fitz-James Stuart y Silva, IV Duque de Berwick IV Duque de Liria y Jérica \| Jacobo José Fitz-James Stuart y Silva, IV Duque de Berwick IV Duque de Liria y Jérica \| Jacobo José Fitz-James Stuart y Silva, IV Duque de Berwick IV Duque de Liria y Jérica \| \| \| \| \| \| \| Carlos Bernardo Fitz-James Stuart y Silva, V Duque de Berwick V Duque de Liria y Jérica \| Carlos Bernardo Fitz-James Stuart y Silva, V Duque de Berwick V Duque de Liria y Jérica \| Carlos Bernardo Fitz-James Stuart y Silva, V Duque de Berwick V Duque de Liria y Jérica \| Carlos Bernardo Fitz-James Stuart y Silva, V Duque de Berwick V Duque de Liria y Jérica \| Carlos Bernardo Fitz-James Stuart y Silva, V Duque de Berwick V Duque de Liria y Jérica \| Carlos Bernardo Fitz-James Stuart y Silva, V Duque de Berwick V Duque de Liria y Jérica \| \| \| \| \| \| \| \| \| \| \| \| \| \| \| \| \| \| \| \| \| \| Jacobo José Fitz-James Stuart y Silva, IV Duque de Berwick IV Duque de Liria y Jérica \| Jacobo José Fitz-James Stuart y Silva, IV Duque de Berwick IV Duque de Liria y Jérica \| Jacobo José Fitz-James Stuart y Silva, IV Duque de Berwick IV Duque de Liria y Jérica \| Jacobo José Fitz-James Stuart y Silva, IV Duque de Berwick IV Duque de Liria y Jérica \| Jacobo José Fitz-James Stuart y Silva, IV Duque de Berwick IV Duque de Liria y Jérica \| Jacobo José Fitz-James Stuart y Silva, IV Duque de Berwick IV Duque de Liria y Jérica \| \| \| \| \| \| \| Carlos Bernardo Fitz-James Stuart y Silva, V Duque de Berwick V Duque de Liria y Jérica \| Carlos Bernardo Fitz-James Stuart y Silva, V Duque de Berwick V Duque de Liria y Jérica \| Carlos Bernardo Fitz-James Stuart y Silva, V Duque de Berwick V Duque de Liria y Jérica \| Carlos Bernardo Fitz-James Stuart y Silva, V Duque de Berwick V Duque de Liria y Jérica \| Carlos Bernardo Fitz-James Stuart y Silva, V Duque de Berwick V Duque de Liria y Jérica \| Carlos Bernardo Fitz-James Stuart y Silva, V Duque de Berwick V Duque de Liria y Jérica \| \| \| \| \| \| \| \| \| \| \| \| \| \| \| \| \| \| \| \| \| \| \| \| \| \| \| \| \| \| \| \| \| \| Jacobo Felipe Fitz-James Stuart zu Stolberg-Gedern, VI Duque de Berwick VI Duque de Liria y Jérica \| \| \| \| \| \| \| \| \| \| \| \| \| \| \| \| \| \| \| \| \| \| \| \| \| \| \| \| \| \| \| \| \| \| \| \| \| \| \| \| \| \| \| \| \| \| \| \| \| \| \| \| \| \| \| \| \| \| \| \| \| \| \| \| \| \| \| \| \| \| \| \| \| \| \| \| \| \| Carlos Miguel Fitz-James Stuart y Silva, VII Duque de Berwick VII Duque de Liria y Jérica XIV Duque de Alba \| \| \| \| \| \| \| \| \| \| \| \| \| \| \| \| \| \| \| \| \| \| \| \| \| \| \| \| \| \| \| \| \| \| \| \| \| \| \| \| \| \| \| \| \| \| \| \| \| \| \| \| \| \| \| \| \| \| \| \| \| \| \| \| \| \| \| \| \| \| \| \| \| \| \| \| \| \| Jacobo Fitz-James Stuart y Ventimiglia, VIII Duque de Berwick VIII Duque de Liria y Jérica XV Duque de Alba \| \| \| \| \| \| \| \| \| \| \| \| \| \| \| \| \| \| \| \| \| \| \| \| \| \| \| \| \| \| \| \| \| \| \| \| \| \| \| \| \| \| \| \| \| \| \| \| \| \| \| \| \| \| \| \| \| \| \| \| \| \| \| \| \| \| \| \| \| \| \| \| \| \| \| \| \| \| Carlos María Fitz-James Stuart y Palafox, IX Duque de Berwick IX Duque de Liria y Jérica XVII Duque de Alba \| \| \| \| \| \| \| \| \| \| \| \| \| \| \| \| \| \| \| \| \| \| \| \| \| \| \| \| \| \| \| \| \| \| \| \| \| \| \| \| \| \| \| \| \| \| \| \| \| \| \| \| \| \| \| \| \| \| \| \| \| \| \| \| \| \| \| \| \| \| \| \| \| \| \| \| \| \| \| \| \| \| \| \| \| \| \| \| \| \| \| \| \| \| \| \| \| \| \| \| \| \| \| \| \| \| \| \| \| \| \| \| \| \| \| \| \| Jacobo Fitz-James Stuart y Falcó, X Duque de Berwick X Duque de Liria y Jérica XVII Duque de Alba \| Jacobo Fitz-James Stuart y Falcó, X Duque de Berwick X Duque de Liria y Jérica XVII Duque de Alba \| Jacobo Fitz-James Stuart y Falcó, X Duque de Berwick X Duque de Liria y Jérica XVII Duque de Alba \| Jacobo Fitz-James Stuart y Falcó, X Duque de Berwick X Duque de Liria y Jérica XVII Duque de Alba \| Jacobo Fitz-James Stuart y Falcó, X Duque de Berwick X Duque de Liria y Jérica XVII Duque de Alba \| Jacobo Fitz-James Stuart y Falcó, X Duque de Berwick X Duque de Liria y Jérica XVII Duque de Alba \| \| \| \| \| \| \| Hernando Fitz-James Stuart y Falcó, XVIII Duque de Peñaranda de Duero (Con sucesión de los Duques de Berwick y Peñaranda) \| Hernando Fitz-James Stuart y Falcó, XVIII Duque de Peñaranda de Duero (Con sucesión de los Duques de Berwick y Peñaranda) \| Hernando Fitz-James Stuart y Falcó, XVIII Duque de Peñaranda de Duero (Con sucesión de los Duques de Berwick y Peñaranda) \| Hernando Fitz-James Stuart y Falcó, XVIII Duque de Peñaranda de Duero (Con sucesión de los Duques de Berwick y Peñaranda) \| Hernando Fitz-James Stuart y Falcó, XVIII Duque de Peñaranda de Duero (Con sucesión de los Duques de Berwick y Peñaranda) \| Hernando Fitz-James Stuart y Falcó, XVIII Duque de Peñaranda de Duero (Con sucesión de los Duques de Berwick y Peñaranda) \| \| \| \| \| \| \| \| \| \| \| \| \| \| \| \| \| \| \| \| \| \| Jacobo Fitz-James Stuart y Falcó, X Duque de Berwick X Duque de Liria y Jérica XVII Duque de Alba \| Jacobo Fitz-James Stuart y Falcó, X Duque de Berwick X Duque de Liria y Jérica XVII Duque de Alba \| Jacobo Fitz-James Stuart y Falcó, X Duque de Berwick X Duque de Liria y Jérica XVII Duque de Alba \| Jacobo Fitz-James Stuart y Falcó, X Duque de Berwick X Duque de Liria y Jérica XVII Duque de Alba \| Jacobo Fitz-James Stuart y Falcó, X Duque de Berwick X Duque de Liria y Jérica XVII Duque de Alba \| Jacobo Fitz-James Stuart y Falcó, X Duque de Berwick X Duque de Liria y Jérica XVII Duque de Alba \| \| \| \| \| \| \| Hernando Fitz-James Stuart y Falcó, XVIII Duque de Peñaranda de Duero (Con sucesión de los Duques de Berwick y Peñaranda) \| Hernando Fitz-James Stuart y Falcó, XVIII Duque de Peñaranda de Duero (Con sucesión de los Duques de Berwick y Peñaranda) \| Hernando Fitz-James Stuart y Falcó, XVIII Duque de Peñaranda de Duero (Con sucesión de los Duques de Berwick y Peñaranda) \| Hernando Fitz-James Stuart y Falcó, XVIII Duque de Peñaranda de Duero (Con sucesión de los Duques de Berwick y Peñaranda) \| Hernando Fitz-James Stuart y Falcó, XVIII Duque de Peñaranda de Duero (Con sucesión de los Duques de Berwick y Peñaranda) \| Hernando Fitz-James Stuart y Falcó, XVIII Duque de Peñaranda de Duero (Con sucesión de los Duques de Berwick y Peñaranda) \| \| \| \| \| \| \| \| \| \| \| \| \| \| \| \| \| \| \| \| \| \| Cayetana Fitz-James Stuart, XI Duquesa de Liria y Jérica XVIII Duquesa de Alba \| \| \| \| \| \| \| \| \| \| \| \| \| \| \| \| \| \| \| \| \| \| \| \| \| \| \| \| \| \| \| \| \| \| \| \| \| \| \| \| \| \| \| \| \| \| \| \| \| \| \| \| \| \| \| \| \| \| \| \| \| \| \| \| \| \| \| \| \| \| \| \| \| \| \| \| \| \| Carlos Fitz-James Stuart y Martínez de Irujo, XIX Duque de Alba XII Duque de Liria y Jérica \| \| \| \| \| \| \| \| \| \| \| \| \| \| \| \| \| \| |  |  |  |  |  |  |  | |                                                                                       |                                                                                       |                                                                                       |                                                                                       |                                                                                       |  |  |  |  |  |  | |                                                                                                   |                                                                                                   |                                                                                                   |                                                                                                   |                                                                                                   |  |  |  |  |  |  | | | | | | |
| |  |  |  |  |  |  |  | Jacobo II de Inglaterra, Rey de Inglaterra, Escocia e Irlanda                                            |                                                                                       |                                                                                       |                                                                                       |                                                                                       |                                                                                       |  |  |  |  |  |  | |                                                                                                   |                                                                                                   |                                                                                                   |                                                                                                   |                                                                                                   |  |  |  |  |  |  | | | | | | |
| |  |  |  |  |  |  |  | |                                                                                       |                                                                                       |                                                                                       |                                                                                       |                                                                                       |  |  |  |  |  |  | |                                                                                                   |                                                                                                   |                                                                                                   |                                                                                                   |                                                                                                   |  |  |  |  |  |  | | | | | | |
| |  |  |  |  |  |  |  | James Fitz-James, I Duque de Berwick I Duque de Liria y Jérica                                           |                                                                                       |                                                                                       |                                                                                       |                                                                                       |                                                                                       |  |  |  |  |  |  | |                                                                                                   |                                                                                                   |                                                                                                   |                                                                                                   |                                                                                                   |  |  |  |  |  |  | | | | | | |
| |  |  |  |  |  |  |  | |                                                                                       |                                                                                       |                                                                                       |                                                                                       |                                                                                       |  |  |  |  |  |  | |                                                                                                   |                                                                                                   |                                                                                                   |                                                                                                   |                                                                                                   |  |  |  |  |  |  | | | | | | |
| |  |  |  |  |  |  |  | Jacobo Francisco Fitz-James Stuart y Burgh, II Duque de Berwick II Duque de Liria y Jérica               |                                                                                       |                                                                                       |                                                                                       |                                                                                       |                                                                                       |  |  |  |  |  |  | |                                                                                                   |                                                                                                   |                                                                                                   |                                                                                                   |                                                                                                   |  |  |  |  |  |  | | | | | | |
| |  |  |  |  |  |  |  | |                                                                                       |                                                                                       |                                                                                       |                                                                                       |                                                                                       |  |  |  |  |  |  | |                                                                                                   |                                                                                                   |                                                                                                   |                                                                                                   |                                                                                                   |  |  |  |  |  |  | | | | | | |
| |  |  |  |  |  |  |  | Jacobo Francisco Fitz-James Stuart y Colón de Portugal, III Duque de Berwick III Duque de Liria y Jérica |                                                                                       |                                                                                       |                                                                                       |                                                                                       |                                                                                       |  |  |  |  |  |  | |                                                                                                   |                                                                                                   |                                                                                                   |                                                                                                   |                                                                                                   |  |  |  |  |  |  | | | | | | |
| |  |  |  |  |  |  |  | |                                                                                       |                                                                                       |                                                                                       |                                                                                       |                                                                                       |  |  |  |  |  |  | |                                                                                                   |                                                                                                   |                                                                                                   |                                                                                                   |                                                                                                   |  |  |  |  |  |  | | | | | | |
| |  |  |  |  |  |  |  | |                                                                                       |                                                                                       |                                                                                       |                                                                                       |                                                                                       |  |  |  |  |  |  | |                                                                                                   |                                                                                                   |                                                                                                   |                                                                                                   |                                                                                                   |  |  |  |  |  |  | | | | | | |
| |  |  |  |  |  |  |  | Jacobo José Fitz-James Stuart y Silva, IV Duque de Berwick IV Duque de Liria y Jérica                    | Jacobo José Fitz-James Stuart y Silva, IV Duque de Berwick IV Duque de Liria y Jérica | Jacobo José Fitz-James Stuart y Silva, IV Duque de Berwick IV Duque de Liria y Jérica | Jacobo José Fitz-James Stuart y Silva, IV Duque de Berwick IV Duque de Liria y Jérica | Jacobo José Fitz-James Stuart y Silva, IV Duque de Berwick IV Duque de Liria y Jérica | Jacobo José Fitz-James Stuart y Silva, IV Duque de Berwick IV Duque de Liria y Jérica |  |  |  |  |  |  | Carlos Bernardo Fitz-James Stuart y Silva, V Duque de Berwick V Duque de Liria y Jérica                     | Carlos Bernardo Fitz-James Stuart y Silva, V Duque de Berwick V Duque de Liria y Jérica           | Carlos Bernardo Fitz-James Stuart y Silva, V Duque de Berwick V Duque de Liria y Jérica           | Carlos Bernardo Fitz-James Stuart y Silva, V Duque de Berwick V Duque de Liria y Jérica           | Carlos Bernardo Fitz-James Stuart y Silva, V Duque de Berwick V Duque de Liria y Jérica           | Carlos Bernardo Fitz-James Stuart y Silva, V Duque de Berwick V Duque de Liria y Jérica           |  |  |  |  |  |  | | | | | | |
| |  |  |  |  |  |  |  | Jacobo José Fitz-James Stuart y Silva, IV Duque de Berwick IV Duque de Liria y Jérica                    | Jacobo José Fitz-James Stuart y Silva, IV Duque de Berwick IV Duque de Liria y Jérica | Jacobo José Fitz-James Stuart y Silva, IV Duque de Berwick IV Duque de Liria y Jérica | Jacobo José Fitz-James Stuart y Silva, IV Duque de Berwick IV Duque de Liria y Jérica | Jacobo José Fitz-James Stuart y Silva, IV Duque de Berwick IV Duque de Liria y Jérica | Jacobo José Fitz-James Stuart y Silva, IV Duque de Berwick IV Duque de Liria y Jérica |  |  |  |  |  |  | Carlos Bernardo Fitz-James Stuart y Silva, V Duque de Berwick V Duque de Liria y Jérica                     | Carlos Bernardo Fitz-James Stuart y Silva, V Duque de Berwick V Duque de Liria y Jérica           | Carlos Bernardo Fitz-James Stuart y Silva, V Duque de Berwick V Duque de Liria y Jérica           | Carlos Bernardo Fitz-James Stuart y Silva, V Duque de Berwick V Duque de Liria y Jérica           | Carlos Bernardo Fitz-James Stuart y Silva, V Duque de Berwick V Duque de Liria y Jérica           | Carlos Bernardo Fitz-James Stuart y Silva, V Duque de Berwick V Duque de Liria y Jérica           |  |  |  |  |  |  | | | | | | |
| |  |  |  |  |  |  |  | |                                                                                       |                                                                                       |                                                                                       |                                                                                       |                                                                                       |  |  |  |  |  |  | Jacobo Felipe Fitz-James Stuart zu Stolberg-Gedern, VI Duque de Berwick VI Duque de Liria y Jérica          |                                                                                                   |                                                                                                   |                                                                                                   |                                                                                                   |                                                                                                   |  |  |  |  |  |  | | | | | | |
| |  |  |  |  |  |  |  | |                                                                                       |                                                                                       |                                                                                       |                                                                                       |                                                                                       |  |  |  |  |  |  | |                                                                                                   |                                                                                                   |                                                                                                   |                                                                                                   |                                                                                                   |  |  |  |  |  |  | | | | | | |
| |  |  |  |  |  |  |  | |                                                                                       |                                                                                       |                                                                                       |                                                                                       |                                                                                       |  |  |  |  |  |  | Carlos Miguel Fitz-James Stuart y Silva, VII Duque de Berwick VII Duque de Liria y Jérica XIV Duque de Alba |                                                                                                   |                                                                                                   |                                                                                                   |                                                                                                   |                                                                                                   |  |  |  |  |  |  | | | | | | |
| |  |  |  |  |  |  |  | |                                                                                       |                                                                                       |                                                                                       |                                                                                       |                                                                                       |  |  |  |  |  |  | |                                                                                                   |                                                                                                   |                                                                                                   |                                                                                                   |                                                                                                   |  |  |  |  |  |  | | | | | | |
| |  |  |  |  |  |  |  | |                                                                                       |                                                                                       |                                                                                       |                                                                                       |                                                                                       |  |  |  |  |  |  | Jacobo Fitz-James Stuart y Ventimiglia, VIII Duque de Berwick VIII Duque de Liria y Jérica XV Duque de Alba |                                                                                                   |                                                                                                   |                                                                                                   |                                                                                                   |                                                                                                   |  |  |  |  |  |  | | | | | | |
| |  |  |  |  |  |  |  | |                                                                                       |                                                                                       |                                                                                       |                                                                                       |                                                                                       |  |  |  |  |  |  | |                                                                                                   |                                                                                                   |                                                                                                   |                                                                                                   |                                                                                                   |  |  |  |  |  |  | | | | | | |
| |  |  |  |  |  |  |  | |                                                                                       |                                                                                       |                                                                                       |                                                                                       |                                                                                       |  |  |  |  |  |  | Carlos María Fitz-James Stuart y Palafox, IX Duque de Berwick IX Duque de Liria y Jérica XVII Duque de Alba |                                                                                                   |                                                                                                   |                                                                                                   |                                                                                                   |                                                                                                   |  |  |  |  |  |  | | | | | | |
| |  |  |  |  |  |  |  | |                                                                                       |                                                                                       |                                                                                       |                                                                                       |                                                                                       |  |  |  |  |  |  | |                                                                                                   |                                                                                                   |                                                                                                   |                                                                                                   |                                                                                                   |  |  |  |  |  |  | | | | | | |
| |  |  |  |  |  |  |  | |                                                                                       |                                                                                       |                                                                                       |                                                                                       |                                                                                       |  |  |  |  |  |  | |                                                                                                   |                                                                                                   |                                                                                                   |                                                                                                   |                                                                                                   |  |  |  |  |  |  | | | | | | |
| |  |  |  |  |  |  |  | |                                                                                       |                                                                                       |                                                                                       |                                                                                       |                                                                                       |  |  |  |  |  |  | Jacobo Fitz-James Stuart y Falcó, X Duque de Berwick X Duque de Liria y Jérica XVII Duque de Alba           | Jacobo Fitz-James Stuart y Falcó, X Duque de Berwick X Duque de Liria y Jérica XVII Duque de Alba | Jacobo Fitz-James Stuart y Falcó, X Duque de Berwick X Duque de Liria y Jérica XVII Duque de Alba | Jacobo Fitz-James Stuart y Falcó, X Duque de Berwick X Duque de Liria y Jérica XVII Duque de Alba | Jacobo Fitz-James Stuart y Falcó, X Duque de Berwick X Duque de Liria y Jérica XVII Duque de Alba | Jacobo Fitz-James Stuart y Falcó, X Duque de Berwick X Duque de Liria y Jérica XVII Duque de Alba |  |  |  |  |  |  | Hernando Fitz-James Stuart y Falcó, XVIII Duque de Peñaranda de Duero (Con sucesión de los Duques de Berwick y Peñaranda) | Hernando Fitz-James Stuart y Falcó, XVIII Duque de Peñaranda de Duero (Con sucesión de los Duques de Berwick y Peñaranda) | Hernando Fitz-James Stuart y Falcó, XVIII Duque de Peñaranda de Duero (Con sucesión de los Duques de Berwick y Peñaranda) | Hernando Fitz-James Stuart y Falcó, XVIII Duque de Peñaranda de Duero (Con sucesión de los Duques de Berwick y Peñaranda) | Hernando Fitz-James Stuart y Falcó, XVIII Duque de Peñaranda de Duero (Con sucesión de los Duques de Berwick y Peñaranda) | Hernando Fitz-James Stuart y Falcó, XVIII Duque de Peñaranda de Duero (Con sucesión de los Duques de Berwick y Peñaranda) |
| |  |  |  |  |  |  |  | |                                                                                       |                                                                                       |                                                                                       |                                                                                       |                                                                                       |  |  |  |  |  |  | Jacobo Fitz-James Stuart y Falcó, X Duque de Berwick X Duque de Liria y Jérica XVII Duque de Alba           | Jacobo Fitz-James Stuart y Falcó, X Duque de Berwick X Duque de Liria y Jérica XVII Duque de Alba | Jacobo Fitz-James Stuart y Falcó, X Duque de Berwick X Duque de Liria y Jérica XVII Duque de Alba | Jacobo Fitz-James Stuart y Falcó, X Duque de Berwick X Duque de Liria y Jérica XVII Duque de Alba | Jacobo Fitz-James Stuart y Falcó, X Duque de Berwick X Duque de Liria y Jérica XVII Duque de Alba | Jacobo Fitz-James Stuart y Falcó, X Duque de Berwick X Duque de Liria y Jérica XVII Duque de Alba |  |  |  |  |  |  | Hernando Fitz-James Stuart y Falcó, XVIII Duque de Peñaranda de Duero (Con sucesión de los Duques de Berwick y Peñaranda) | Hernando Fitz-James Stuart y Falcó, XVIII Duque de Peñaranda de Duero (Con sucesión de los Duques de Berwick y Peñaranda) | Hernando Fitz-James Stuart y Falcó, XVIII Duque de Peñaranda de Duero (Con sucesión de los Duques de Berwick y Peñaranda) | Hernando Fitz-James Stuart y Falcó, XVIII Duque de Peñaranda de Duero (Con sucesión de los Duques de Berwick y Peñaranda) | Hernando Fitz-James Stuart y Falcó, XVIII Duque de Peñaranda de Duero (Con sucesión de los Duques de Berwick y Peñaranda) | Hernando Fitz-James Stuart y Falcó, XVIII Duque de Peñaranda de Duero (Con sucesión de los Duques de Berwick y Peñaranda) |
| |  |  |  |  |  |  |  | |                                                                                       |                                                                                       |                                                                                       |                                                                                       |                                                                                       |  |  |  |  |  |  | Cayetana Fitz-James Stuart, XI Duquesa de Liria y Jérica XVIII Duquesa de Alba                              |                                                                                                   |                                                                                                   |                                                                                                   |                                                                                                   |                                                                                                   |  |  |  |  |  |  | | | | | | |
| |  |  |  |  |  |  |  | |                                                                                       |                                                                                       |                                                                                       |                                                                                       |                                                                                       |  |  |  |  |  |  | |                                                                                                   |                                                                                                   |                                                                                                   |                                                                                                   |                                                                                                   |  |  |  |  |  |  | | | | | | |
| |  |  |  |  |  |  |  | |                                                                                       |                                                                                       |                                                                                       |                                                                                       |                                                                                       |  |  |  |  |  |  | Carlos Fitz-James Stuart y Martínez de Irujo, XIX Duque de Alba XII Duque de Liria y Jérica                 |                                                                                                   |                                                                                                   |                                                                                                   |                                                                                                   |                                                                                                   |  |  |  |  |  |  | | | | | | |